# Tortura de bambú

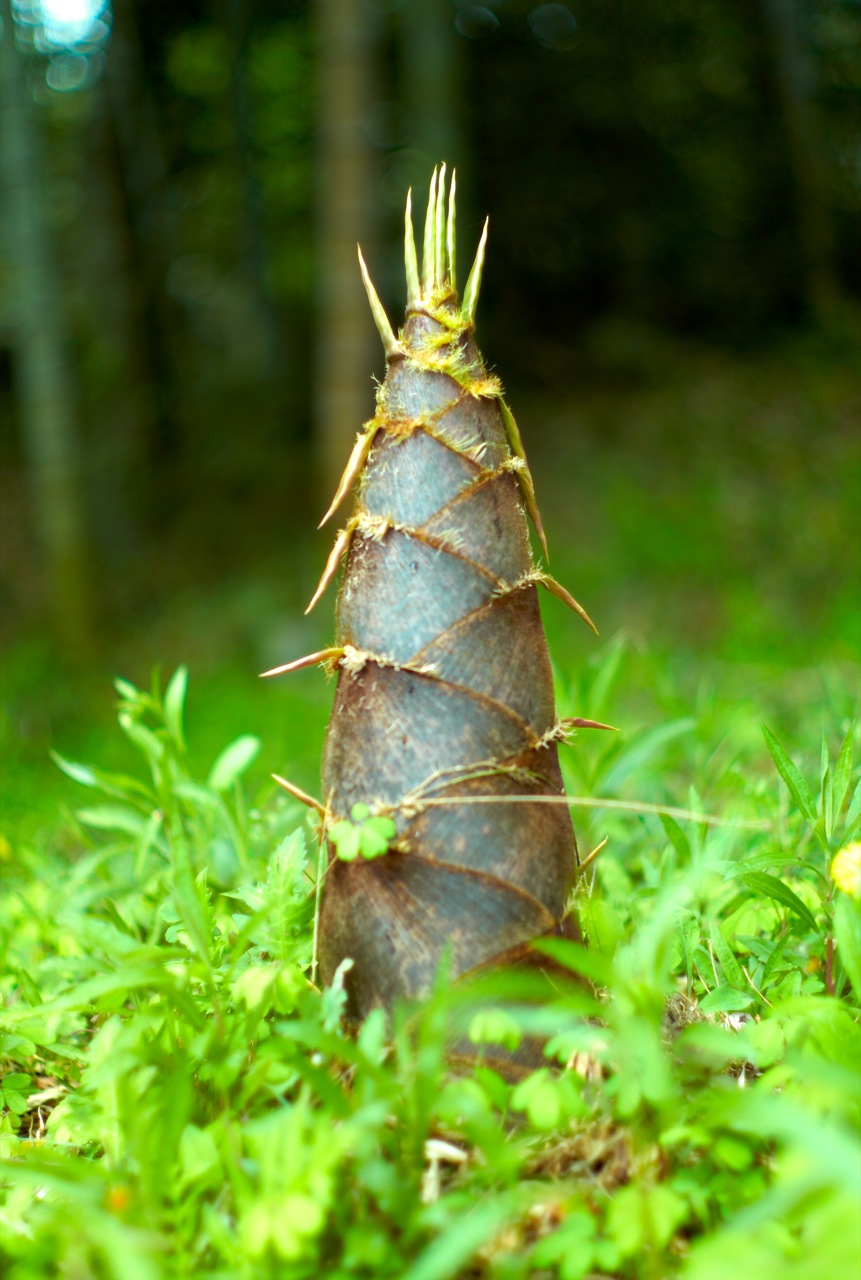
Un brote de bambú. Algunas especies pueden crecer hasta 4cm por hora.

La tortura del bambú es una forma de tortura y ejecución en la que un brote de bambú crece a través del cuerpo de la víctima. Según se informa, se utilizó en países del este y sur de Asia, como China, India y especialmente Japón, pero las afirmaciones sobre su uso carecen de pruebas fiables.

## Uso
Un "civil de Madrás", en la descripción de su viaje a la India de la década de 1820, se refirió a este uso del bambú como un castigo bien conocido en Ceilán . El uso de árboles vivos para empalar a las personas a medida que crecían se registró en el siglo XIX, cuando los siameses utilizaron brotes de palma de nipah de la misma manera que la tortura del bambú en los malayos durante la invasión siamesa de Kedah en 1821 , entre otros castigos.
Después de la Segunda Guerra Mundial , circularon historias de soldados japoneses que infligían "torturas con bambú" a prisioneros de guerra aliados , atando firmemente a la víctima en su lugar sobre un joven brote de bambú. Durante varios días, el brote afilado y de rápido crecimiento primero perforaba, luego penetraba completamente el cuerpo de la víctima y finalmente emergía por el otro lado. En sus memorias Hakka Soul , el poeta y autor chino Woon-Ping Chin menciona la "tortura del bambú" como una de las torturas que los lugareños creían que los japoneses practicaban a los prisioneros.
El elenco del programa de televisión MythBusters investigó la tortura del bambú en un episodio de 2008 y descubrió que un brote de bambú puede atravesar varios centímetros de gel balístico en tres días. Para fines de investigación, el gel balístico se considera comparable a la carne humana, por lo que el experimento confirmó la viabilidad de esta forma de tortura, aunque no su precisión histórica.